# Tour de Flandes 1960
El Tour de Flandes 1960, la 44.ª edición de esta clásica ciclista belga. Se disputó el 3 de abril de 1960.
El ganador fue el belga Arthur Decabooter, que se impuso al esprint en la llegada a Wetteren a un grupo de ciclistas. El francés Jean Graczyk y el belga Rik van Looy fueron segundo y tercero respectivamente. 

## Clasificación General
| Posición | Ciclista          | Equipo                    | Tiempo     |
| -------- | ----------------- | ------------------------- | ---------- |
| 1        | Arthur Decabooter | Groene Leeuw-SAS-Sinalco  | 5h 52' 00" |
| 2        | Jean Graczyk      | Helyett-Leroux-Hutchinson | m. t.      |
| 3        | Rik van Looy      | Faema                     | m. t.      |
| 4        | Gilbert Desmet    | Carpano                   | m. t.      |
| 5        | Henri de Wolf     | Helyett-Leroux-Hutchinson | m. t.      |
| 6        | Frans de Mulder   | Groene Leeuw-SAS-Sinalco  | m. t.      |
| 7        | Pierre Ruby       | Peugeot-BP-Dunlop         | m. t.      |
| 8        | Raymond Impanis   | Faema                     | m. t.      |
| 9        | Frans Schoubben   | Peugeot-BP-Dunlop         | m. t.      |
| 10       | Alfons Hermans    | Dr. Mann-Dossche          | m. t.      |